# Psilotarsus hirticollis
Psilotarsus hirticollis är en skalbaggsart. Psilotarsus hirticollis ingår i släktet Psilotarsus och familjen långhorningar.

## Underarter
Arten delas in i följande underarter:
- P. h. hirticollis
- P. h. nudicollis
- P. h. auliensis